# Max Saal
Max Saal   (Weimar, 5 de setembre de 1882 - 1948) fou un arpista, pianista i professor de música alemany.
El fill d'un músic. Les germanes Saal eren cantants i el seu germà Alfred era un famós violoncel·lista. Alumne de Franz Poenitz (arpa) i Georg Bertram (piano).
Va enregistrar el concert per a flauta i arpa de Mozart amb orquestra (1944, amb Heinz Höfs i l'orquestra de Karl Ristenpart). Acompanyat en enregistraments dels anys vint-quaranta. pels cantants Emmy Bettendorf, Richard Crooks, Louis van de Sande i Leo Schützendorf.
És conegut sobretot com a professor de música, professor de llarga durada a l'Escola de Música de Berlín, cap de l'Escola de Harpers de Berlín. Entre els seus estudiants, en particular, Joseph Tal, Vera Dulova, Max Buttner, etc…